# Мікроглос
Мікроглос (Microglossum) — рід грибів родини Helotiaceae. Назва вперше опублікована 1879 року.

## Поширення та середовище існування
В Україні зростає мікроглос зелений Microglossum viride.

## Гелерея

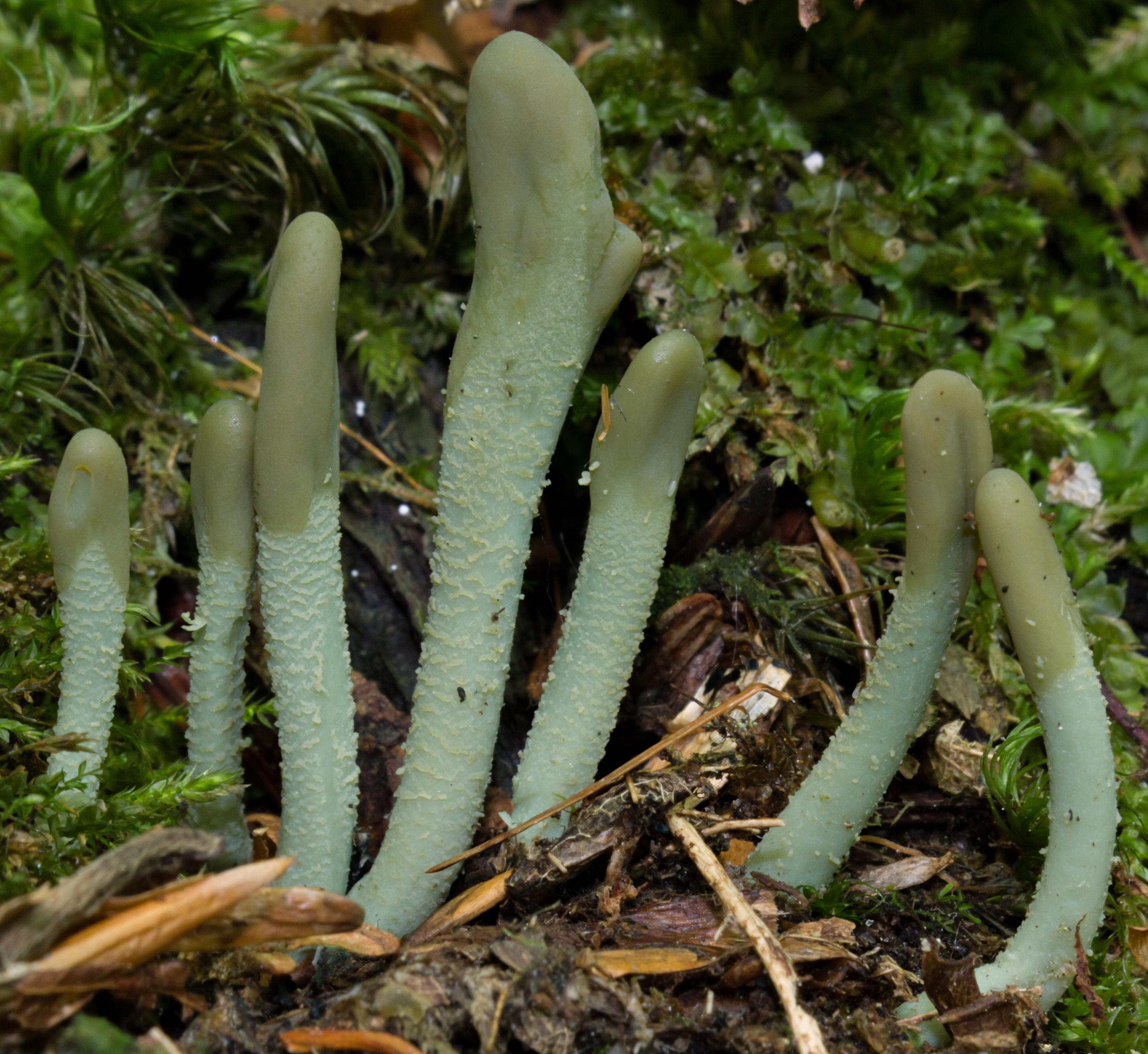
Microglossum viride
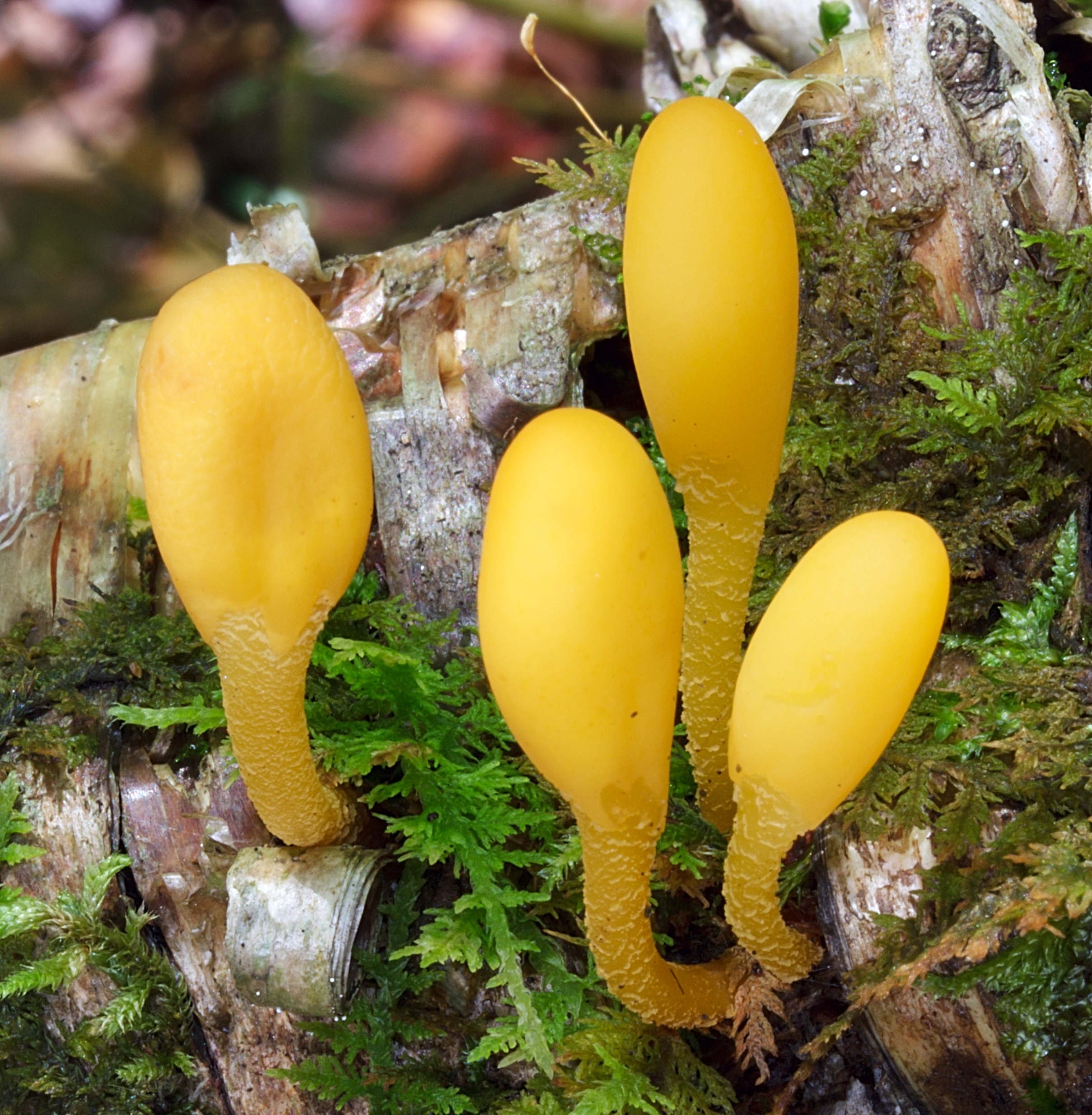
Microglossum rufum
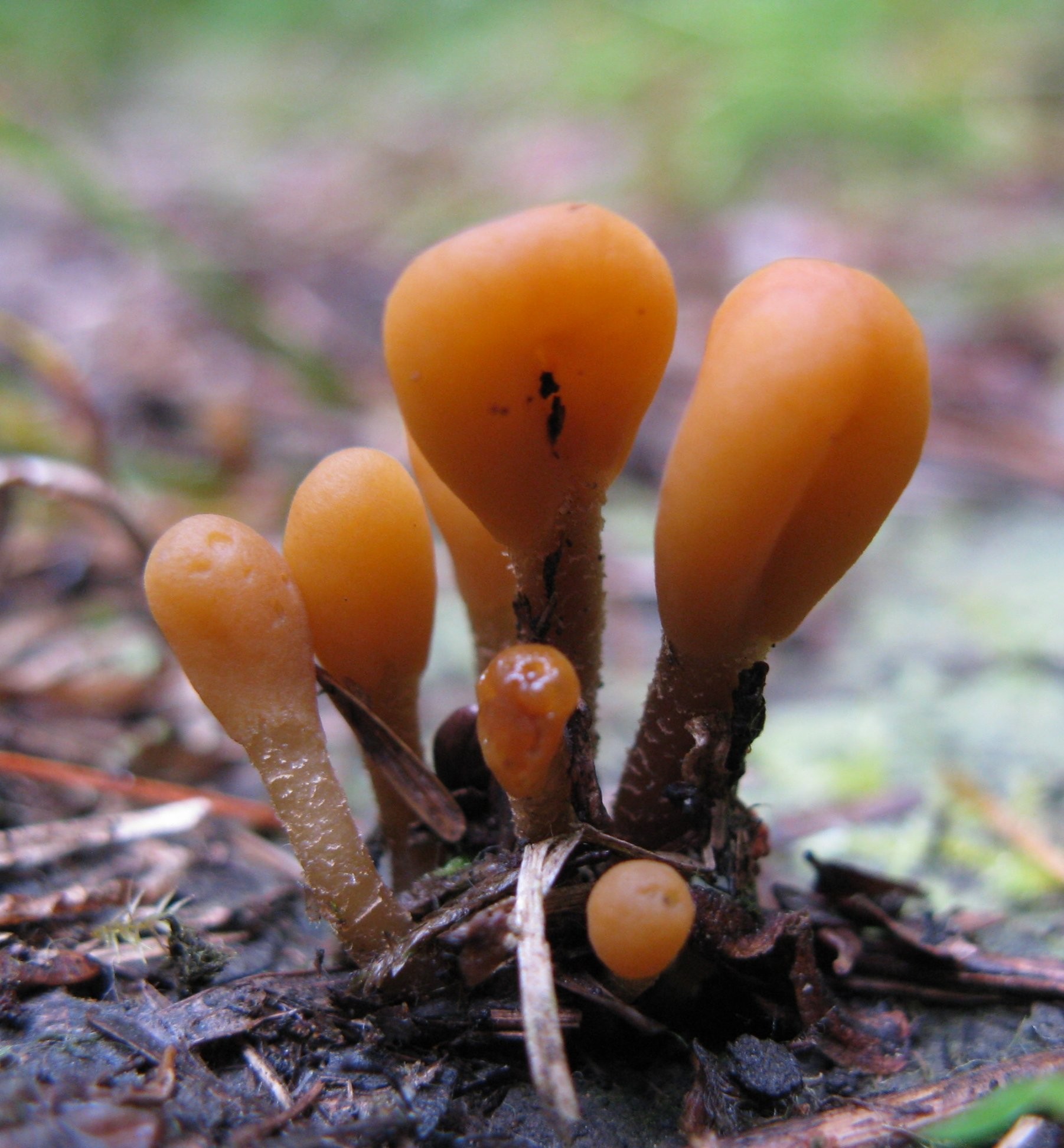
Microglossum fumosum